# Associação de Escritores da Guiné-Bissau
A Associação de Escritores da Guiné-Bissau (AEGUI) é uma associação de escritores da Guiné-Bissau.
A associação foi fundada a 10 de outubro de 2013 teve como membros fundadores Abdulai Silla (presidente), Tony Tcheka (vice-presidente), Odete Costa Semedo (secretária-geral), Agnelo Regalla, Adriano Ferreira, Conduto de Pina, Félix Sigá, Nelson Medina, Uco Monteiro, Fernando Perdigão, Carlos Lopes, Tomás Paquete e Emilio Lima.
Na Gala Nacional de Guiné N’dadi de 2014, a associação recebeu uma distinção de mérito, atribuída pelo governo da Guiné-Bissau.
A associação participa no "Projeto Cultura i nô Balur" implementado pela Fundação Fé e Cooperação (FEC) e que tem a participação de diversas entidades. O projeto tem como finalidade, contribuir para a promoção e valorização do património cultural guineense de um modo inclusivo e sustentável, favorecendo ao mesmo tempo o acesso da população a bens e serviços culturais.